# Okolica karkowa
Okolica karkowa (łac. regio nuchalis), inaczej okolica tylna szyi (łac. regio cervicalis posterior; dosł. okolica szyjna tylna) – w anatomii człowieka, jedna z dwóch głównych okolic szyi (drugą jest okolica przednia szyi).
Okolica karkowa jest pojedyncza, ma trapezowaty kształt. Od przodu graniczy z okolicami mostkowo-obojczykowo-sutkowymi, okolicami bocznymi szyi, okolicami obojczykowymi; bocznie (punktowo) – z okolicami barkowymi; od tyłu (dołu) – z okolicami nadłopatkowymi i okolicą kręgową; od góry – z okolicą potyliczną i punktowo, bocznie, z okolicami sutkowymi.